# Handzsa
A handzsa (hangul: 한자, handzsa: 漢字, RR: hanja) a koreai nyelv írására használt kínai írásjegyek megnevezése.

## Története
A kínai írásjegyek használatára koreai nyelvterületen i. sz. 414-ből van fennmaradt bizonyíték: egy felirat a Kvanggetho (Gwanggaeto) kogurjói (goguryói) király emlékére emelt kőoszlopon. Jóval azelőtt is használtak már kínai írásjegyeket, már az i. e. 1. században is, ahogy a koreai törzsek kapcsolatba kerültek a kínai dinasztiákkal, bár ekkor még nem a saját nyelvük leírására. Az ötödik (más források szerint hetedik) századtól Sillában már rendszerben használták a kínai írásjegyeket a koreai nyelv írására is. Ez a rendszer az idu írás. A Korjo (Goryeo)-korban ezt követte a jóval fejlettebb hjangcshal (hyangchal) (향찰) rendszer, melynek segítségével teljes mondatokat tettek koreaiul olvashatóvá a handzsa írásjegyek segítségével. Ezenfelül létezett még a kugjol (gugyeol) (구결) rendszer is, melyet kínai klasszikusok olvasásához használtak.
A 15. század óta létezik a hangul (hangeul) ábécé, melyet kifejezetten a koreai nyelvre hoztak létre Csoszon (Joseon)-kori tudósok, ám a konfucianizmus és a kínai kultúra befolyása miatt egészen 1945-ig nem nagyon használták. Dél-Koreában a hangul mellett a handzsa (hanja) is használatban maradt, főképp rövidítésekben és kínai eredetű, azonos koreai olvasatú szavak egyértelműsítésére használják. Észak-Koreában hivatalosan 1949 óta nincs használatban, bár tartanak handzsa (hanja)-kurzusokat az oktatási intézményekben. Észak-Koreában mintegy 2000 handzsát (hanját) tanulnak meg a diákok, Dél-Koreában 1800-at.
A koreai nevek jó részének is van kínai írásjegyű megfelelője. Az utónevekhez választható handzsa (hanja) írásjegyek listája hivatalos dokumentum Dél-Koreában: a legfelsőbb bíróság döntött róla 1991-ben, ekkor 2854 írásjegyet jelöltek meg utónévben elfogadhatóként. A listát azóta 5151-re bővítették.

## Saját alkotású írásjegyek

Példa jakcsára (yakjára): a 無 (무, mu) kiejtésű, „nemlét” jelentésű handzsa (hanja) egyszerűsített, kurzív változata

A handzsa (hanja) rendszer meglévő kínai írásjegyeket használ, azonban egyes szavak, kifejezések, helynevek vagy személynevek esetében a koreaiak saját írásjegyet alkottak. Ilyen például a 畓 (논 답, nondap, „rizsföld”), a 㸴 (소, Szo (So), egy vezetéknév) vagy a 乭 (돌, Tol (Dol), utónévben használt szótag).
Néhány handzsa (hanja) írásjegynek sajátos egyszerűsített formát is megalkottak, ezek összefoglaló neve jakcsa (略字, 약자, yakja).